# Truppenübungsplatz Milovice

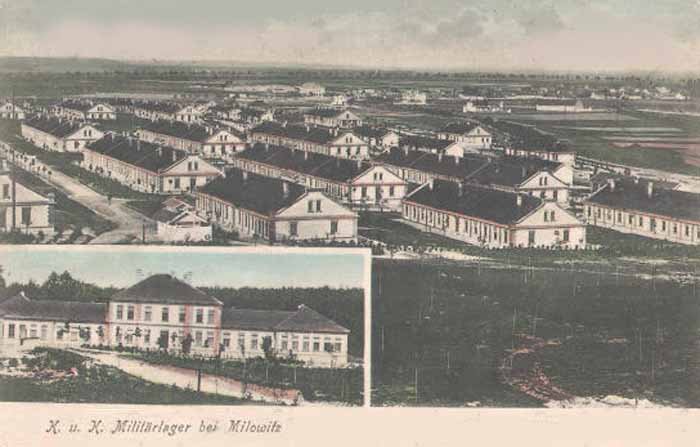
Militärlager Milowitz

Der Truppenübungsplatz Milovice befand sich beim Ort Milovice (Milowitz) nördlich von Prag.

## Geschichte

### Österreich-Ungarische Nutzung
Der Truppenübungsplatz Milowitz wurde 1904 von der österreichisch-ungarischen Armee angelegt. Bis 1907 wurde dafür das Dorf Mladá vier Kilometer nach Südwesten umgesiedelt. Der Truppenübungsplatz umfasste eine Fläche von 3465 Hektar mit Schießplatz und großem Übungsgelände im Konczina- und Mordwald.

### Erster Weltkrieg
Während des Ersten Weltkrieges befand sich auf seinem Gelände ein Barackenlager für italienische und russische Kriegsgefangene.

### Tschechoslowakische Nutzung
Nach 1919 nutzte die neugegründete Tschechoslowakische Armee den Truppenübungsplatz. 1921 wurde auch ein Militärflughafen errichtet.

### Wehrmachts Nutzung
Nach der sogenannten Zerschlagung der Rest-Tschechei 1939 nutzte die deutsche Wehrmacht das Gelände.
Während der Nutzungszeit durch die deutsche Wehrmacht wurde der Truppenübungsplatz für die Aufstellung einer größeren Anzahl militärischer Großverbände genutzt. Beispielhaft:
- 237. Infanterie-Division
- 389. Infanterie-Division

In dieser Zeit waren auf dem Gelände folgende deutsche Einheiten stationiert:
- Infanterie-Division Milowitz (Schatten-Division)
- Panzer-Aufklärungs-Kompanie Milowitz
- Panzerjäger-Kompanie Milowitz
- Panzerjäger-Einheit H der Panzerjägerschule Milowitz
- Infanterie-Ersatz-Regiment 493
- Panzer-Ausbildungs-Abteilung Milowitz
- Panzer-Aufklärungs-Lehrgang Milowitz
- Panzerlehrgang Milowitz
- Landesschützen-Ersatz- und Ausbildungs-Bataillon 14
- Reserve-Landesschützen-Bataillon 14
- Schule VII für Offiziers-Anwärter der Infanterie
- Schule VII für Fahnenjunker der Infanterie
- SS-Reit- und Fahrschule

sowie folgende Dienststellen untergebracht:
- Standort-Kommandantur Milowitz
- Aufstellungsstab Milowitz

Gegen Ende des Zweiten Weltkrieges während des Prager Aufstandes diente der Truppenübungsplatz als Sammelpunkt für deutsche Verbände, die zu seiner Niederschlagung eingesetzt werden sollten.

### Tschechoslowakische Nutzung nach dem 2. WK
Von 1945 bis 1968 nutzte die Tschechoslowakische Armee (seit 1954 Tschechoslowakische Volksarmee) den Truppenübungsplatz. Am 5. Februar 1952 wurde er um das Gebiet der Gemeinde Lipník erweitert.

### Sowjetische Nutzung nach dem Prager Frühling
Nach der Niederschlagung des Prager Frühlings wurde das Gelände zwischen 1968 und 1991 von der Sowjetarmee genutzt. Durch die sowjetischen Besatzungstruppen wurde der Militärflugplatz Boží Dar angelegt. In Milovice befand sich das Oberkommando der sowjetischen Streitkräfte in der Tschechoslowakei: Zentralgruppe der Truppen (Центральная группа войск (ЦГВ)). 1991 zogen die sowjetischen Truppen vom Truppenübungsplatz Milovice ab.

### Ende der militärischen Nutzung
Am 31. Dezember 1991 wurde der Truppenübungsplatzstatus aufgehoben.

## NaturschutzgebietPod Benáteckým vrchem

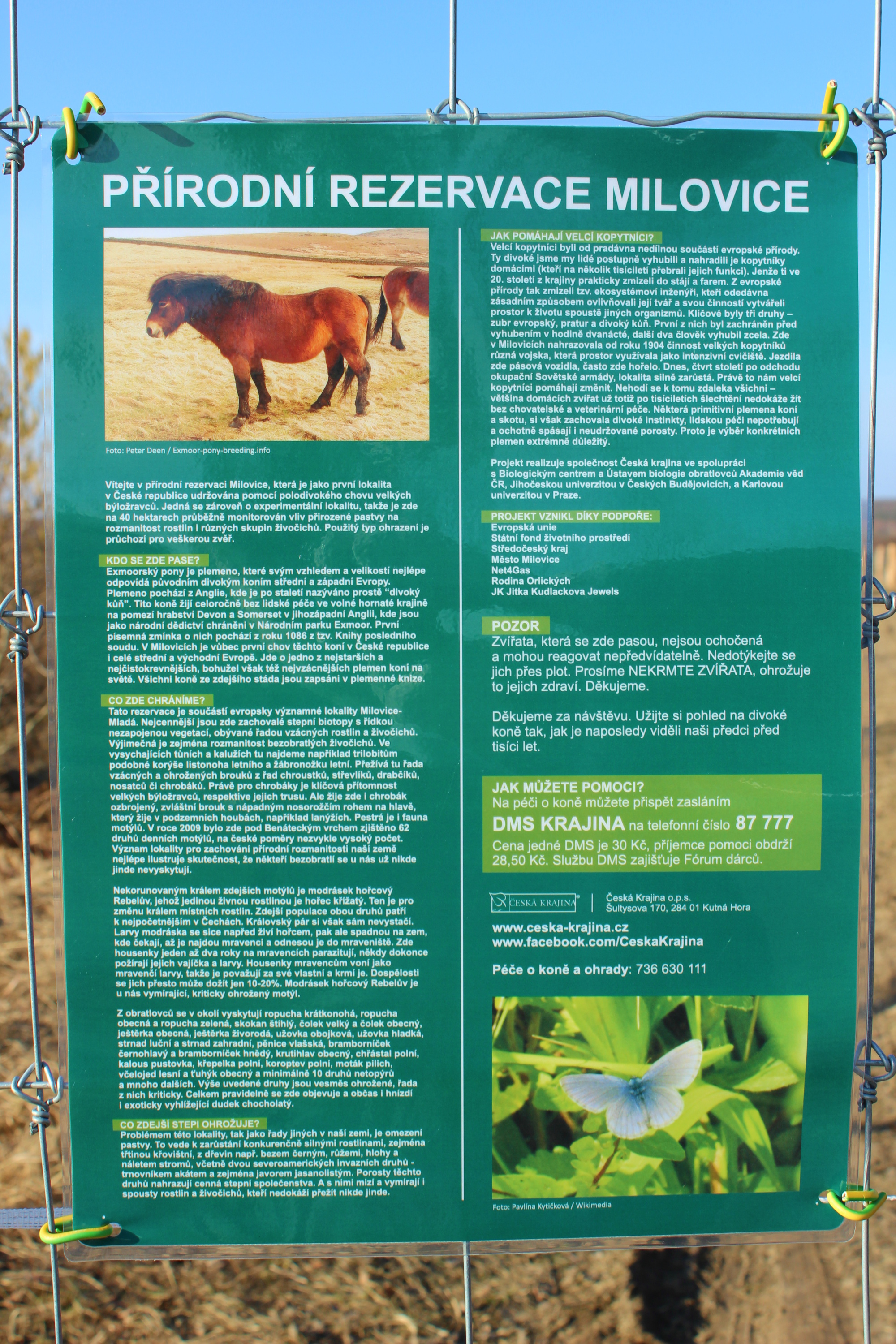
Schautafel im Naturschutzgebiet

1996 begann die Revitalisierung des Militärgeländes. 2002 wurde auf einer Fläche von 69 Hektar das Naturreservat Pod Benáteckým vrchem eingerichtet.
Im Januar 2015 wurde eine Herde von 14 Exmoor-Stuten in das Gebiet eingesetzt, die im April desselben Jahres um einen Exmoor-Hengst ergänzt wurde. Ziel der Beweidung ist es, die seit dem Abzug der Truppen invasiv auftretenden Grasarten wie Land-Reitgras, die den Artenreichtum der Flora bedrohen, zurückzudrängen. Im Oktober 2015 folgte eine Herde Tauros-Rinder, bestehend aus fünf Kühen und einem Bullen. Pferde und Rinder ergänzen sich in ihrem Beweidungsverhalten und erzeugen ein natürliches Beweidungsmosaik, das einen optimalen Lebensraum für die einheimische Pflanzen- und Tierwelt darstellt.